# (8843) 1990 OH
(8843) 1990 OH là một tiểu hành tinh vành đai chính. Nó được phát hiện bởi Eleanor F. Helin ở Đài thiên văn Palomar ở Quận San Diego, California, ngày 22 tháng 7 năm 1990.